# Libnotes (Goniodineura) banahaoensis
Libnotes (Goniodineura) banahaoensis is een tweevleugelige uit de familie steltmuggen (Limoniidae). De soort komt voor in het Oriëntaals gebied.